# Gotye
Wouter "Wally" De Backer (n. 21 mai 1980), cunoscut de asemenea pe plan profesional sub numele de scenă Gotye (pronunțat /ˈɡɒti.eɪ/), este un muzician multi-instrumental, cântăreț și compozitor belgian-australian. Numele „Gotye” este derivat de la „Gauthier”, echivalentul francez al lui „Walter” sau „Wouter”. Vocea sa a fost comparată cu cea a lui Sting și Peter Gabriel.
Gotye a lansat trei albume independent și un album ce conține remixuri ale primelor două albume. El este membrul trioului independent de muzică pop The Basics, care au lansat independent trei albume de studio și alte numeroase lucrări încă din anul 2002. Single-ul său din 2011, "Somebody That I Used to Know" a ajuns pe locul 1 în Billboard Hot 100, făcându-l al cincilea australian câștigător și al doilea belgian (după Soeur Sourire în 1963). El a mai câștigat cinci Premii ARIA și a fost nominalizat pentru MTV EMA pentru cel mai bun act din Asia și Pacific. Gotye s-a autocaracterizat ca fiind mai puțin muzician, dar mai mult meseriaș.